# Araneus wokamus
Araneus wokamus är en spindelart som först beskrevs av Embrik Strand 1911.  Araneus wokamus ingår i släktet Araneus och familjen hjulspindlar. Inga underarter finns listade i Catalogue of Life.